# 林惟茂
林 惟茂（イム・ユム、淳祐8年（1248年） - 至元7年5月14日（1270年6月4日））は、高麗後期の武臣であり、武臣政権の最後の執権者。彼の死により武臣政権は崩壊し、高麗はモンゴルに降伏しながら元朝に支配を受けるようになる。

## 生涯
林衍の次男で、林惟幹の弟として知られているが、一説には林惟茂が林衍の長男であり、林惟幹の兄とも呼ばれる。
元宗11年（1270年）2月、父の林衍が病死すると、教定別監となり政権を担った。執権当時の林惟茂は22歳で、司空の李応烈と枢密院副使の宋君斐が実権を行使した。同年5月、燕京に入朝してから帰国の途に就いた元宗は、崔瑀以来の首都だった江都から開京への還都を命じた。しかし、林惟茂は地方に官員を送って防御態勢を整え、王命に逆らう姿勢を示した。
モンゴルの支援を背景にした元宗は還都を実現させることを決心し、御史中丞の洪文系（洪奎）と直門下省使の宋松礼に林惟茂を除去するよう命じた。洪文系と宋松礼は政権の親衛隊である三別抄を抱き込み、彼らを先頭に立たせて林惟茂を逮捕した後、彼を島に追放しようとしたが、モンゴル使臣の視線を意識し、市場通りで斬刑に処した。
林惟茂が処刑されると、弟の林有栶らも誅され、李応烈と宋君斐は流刑に処せられた。林衍の妻であり、林惟茂の母は宝物を持って逃げてから群衆に捕まり、林惟幹らと共にモンゴルへ押送された。
林惟茂の死であり、庚寅の乱以後100年にわたって続いてきた高麗の武臣政権時代は終末を告げた。しかし、林惟茂を殺害した宋松礼も後にはモンゴルに抗挙する方へ旋回する。

## 家系

### 父
- 林衍（イム・ヨン）

### 兄
- 林惟幹（イム・ユガン）

### 弟
- 林惟栶（イム・ユイン）
- 林惟柜（イム・ユガ）
- 林惟提（イム・ユジョン）